# 科里斯托瓦
49°32′50″N 26°14′57″E / 49.54722°N 26.24917°E
科里斯托瓦（烏克蘭語：Користова）是位於烏克蘭西部的村莊，由赫梅利尼茨基州裡赫梅利尼茨基區的沃洛奇斯克市鎮負責管轄。該村始建於1993年，面積3.6平方公里，海拔高度286米，2022年人口1,055，人口密度每平方公里409.7人。